# Erfurtparlamentet

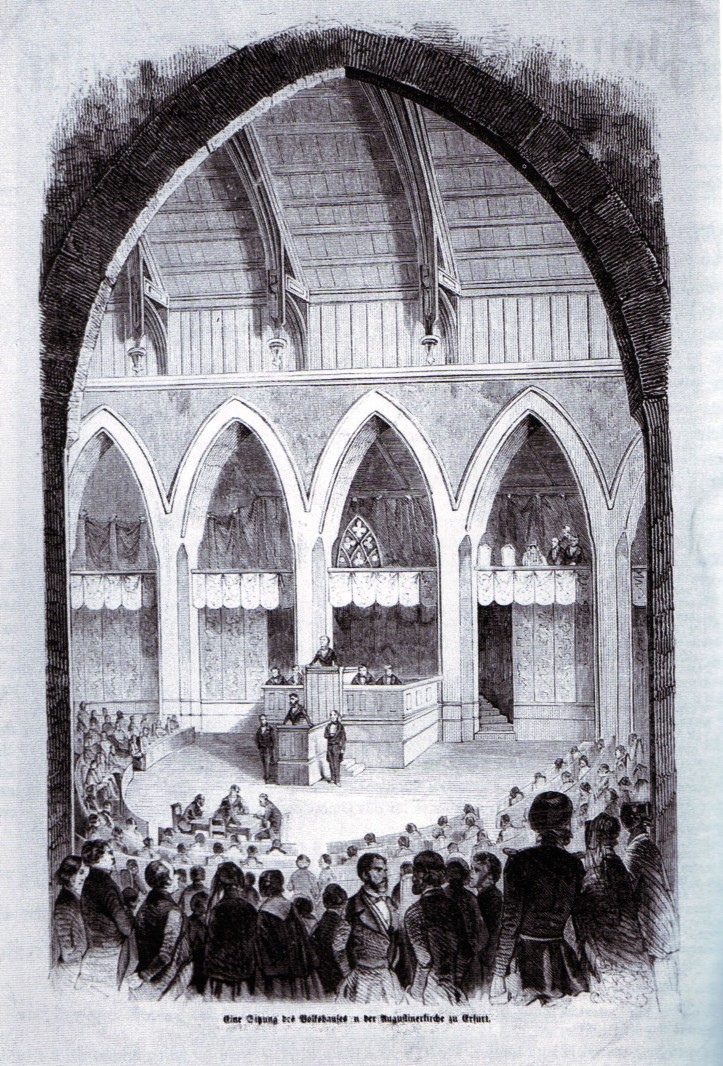
Erfurtparlamentet i Augustinerkirche

Erfurtparlamentet var det så kallade unionsparlamentet vilket hölls den 20 mars till den 29 april 1850 i Erfurt, där man fastställde en ny författning för Tyskland under Preussens ledning, ett beslut, som aldrig kom till verkställighet.